# 莫斯科女孩
莫斯科女孩（俄语：Москва Девушки）是一個活躍於中華人民共和國的三人女子演唱團體。組合的三名女孩是俄羅斯人，均畢業於莫斯科音樂學院。其曲目貼近中國聽眾，多用漢語演繹中國流行歌曲、俄羅斯民歌和蘇聯歌曲。2010年，莫斯科女孩組合曾在中國中央電視台《星光大道》欄目中獲得“最佳時尚組合”。在華參加多場春節聯歡晚會和文藝演出。

## 成員
- 噶麗婭（俄语：Галина Мольгун；拉丁轉寫：Galina Molgun）
- 安娜（拉丁轉寫：Anna Chernaya）
- 奧莉加（俄语：Ольга Ширшова；拉丁轉寫：Olga Shirshova）[4]

## 作品
- YouTube上的日不落
- 優酷網上的「紅梅花兒開」
- 土豆網上的「黑與白」